# المدرسة اليابانية في أبو ظبي

المدرسة اليابانية في أبوظبي (باليابانية: アブダビ日本人学校) ، هي مدرسة تعليمية يابانية تدرس للطلبة والطالبات من الجالية اليابانية في عاصمة دولة الإمارات العربية المتحدة أبوظبي. افتتحت المدرسة عام 1978، حيث توفر خدماتها التربوية للطلبة من مرحلة رياض الأطفال إلى الصف التاسع، وكانت المدرسة قد بدأت في عام 2009 بتدريس مواد اللغة العربية والتربية الإسلامية والاجتماعيات للطلبة المواطنين الإماراتيين الذين انتسبوا للمدرسة؛ بالإضافة إلى المواد التابعة للمنهاج الوطني الياباني، لذلك فإن الطلبة المواطنين المنتسبين إلى المدرسة يكتسبون المعرفة بثلاث لغات ويحظون بفرصة الإطلاع على ثقافات عدة.

## المقر الجديد
تم تخصيص المبنى القديم لمدرسة أم حبيبة للبنات كمقر جديد للمدرسة اليابانية ابتداءً من السنة الدراسية 2011/2012 والذي يوفر بيئة مدرسية آمنة وصحية للطلبة حيث يحتوي على 14 غرفة صفية بالإضافة إلى الغرف المتخصصة الأخرى، كي يحظى الطلبة بتعليم أفضل، كما وصل عدد الطلبة الإماراتيين بالمدرسة إلى 14 طالبا. افتتحه مغير خميس الخييلي مدير عام مجلس أبوظبي للتعليم آنذاك وتساتسوو واتانابي سفير اليابان لدى الإمارات.